# 北港湖
北港湖是一个位于中国江西省湖口县的湖泊，面积约为6.2平方千米，平均水深约为2米。